# Elgin Tower Building
El Elgin Tower Building, originalmente el Home Banks Building, es un edificio histórico de oficinas en el centro de la ciudad de Elgin, en el estado de Illinois (Estados Unidos). La torre tiene 186 pies de altura y 15 pisos. Fue construido en 1929 para albergar el Home National Bank y el Home National Savings and Trust. Aunque inicialmente tuvo éxito, la Gran Depresión devastó el banco solo unos meses después. La torre volvió a ser próspera después de la Segunda Guerra Mundial, cuando aumentó la demanda de productos de Elgin. Sin embargo, esta prosperidad fue solo temporal, y la torre volvió a caer en tiempos difíciles en la década de 1960, particularmente después del cierre de 1965 de la Elgin National Watch Company. La torre fue finalmente comprada por William R. Stickling, quien hizo todo lo posible para restaurarla. Fue donado a una organización benéfica nombrada en su honor después de su muerte en 1999, y la Fundación Caritativa William R. Stickling continúa manteniendo la estructura. Su restauración se considera una parte importante de una esperanzadora rehabilitación del centro de Elgin. La torre es uno de los dos únicos edificios art déco en Elgin y se agregó al Registro Nacional de Lugares Históricos en 2002. Un ascensor en el edificio que tenía un interior de madera fue destruido por un incendio provocado el 4 de mayo de 2014. Luego, el edificio fue comprado en 2016 por Capstone Development y renovado en apartamentos.

## Historia
Elgin se fundó a orillas del río Fox en 1835. El ferrocarril Galena y Chicago Union Railroad se conectó con la ciudad en 1850, lo que permitió a Elgin convertirse en proveedor de productos lácteos para Chicago. En 1865, la Elgin National Watch Company abrió y se convirtió en un importante empleador. El gran éxito de Elgin National llevó a otros fabricantes a construir fábricas dentro de Elgin. La prosperidad de Elgin llevó a la apertura de varios bancos a fines del siglo XIX. 
El Elgin First National Bank abrió en 1865 y fue seguido por el Home National Bank en 1872. Aurora, Elgin y Fox River Electric Company abrió en 1895, conectando Elgin con otros asentamientos de Fox River Valley, y el ferrocarril Aurora, Elgin y Chicago permitió fácil acceso desde y hacia Chicago en 1903. En 1920, el centro de Elgin contaba con once tiendas de ropa, dos hoteles, dos grandes almacenes y un Woolworth. 
El Home National Bank fue un inversor importante en estos negocios y, a menudo, tuvo que construir extensiones en su edificio de tres pisos en Fountain Square. Home National Savings and Trust fue responsable de administrar la nómina de Elgin National. Finalmente, los funcionarios del banco decidieron que el pequeño edificio ya no sería suficiente y ordenaron la construcción de un nuevo edificio en 1927.
La construcción del edificio Home Banks comenzó en marzo de 1928 y fue administrada por St. Louis Building and Equipment Company. Se completó en mayo de 1929 a un costo de 800.000 dólares. Home National Bank y Home National Savings and Trust fueron los principales ocupantes, pero alquilaron muchas de sus nuevas oficinas a otras empresas locales, abriendo al 70% de su capacidad. La finalización del primer rascacielos de la ciudad se consideró como el comienzo de una nueva era para Elgin. El banco contaba con bóvedas de última generación, que eran a prueba de fuego y robos.

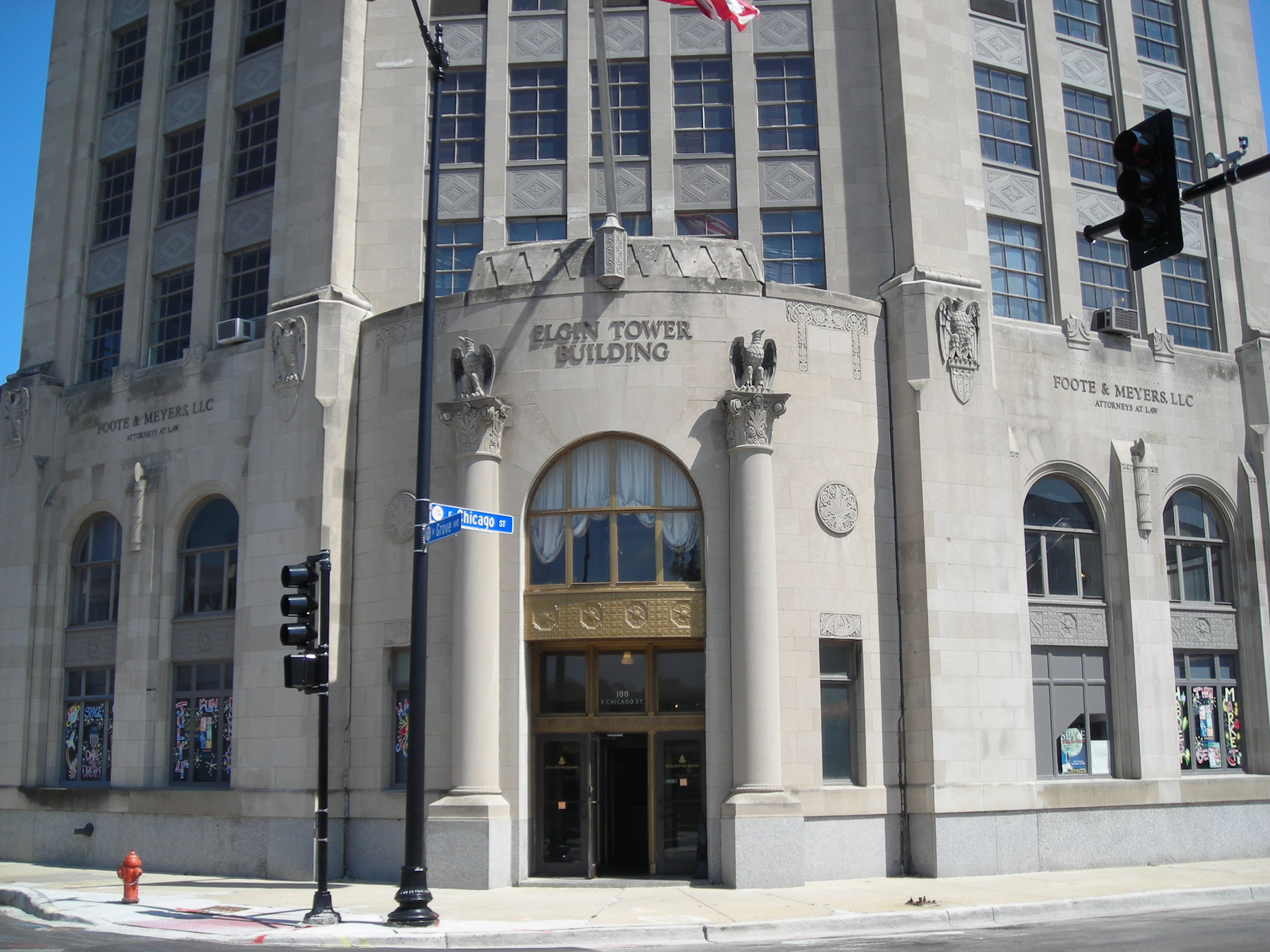
Entrada.

Sin embargo, como muchos bancos de la época, Home National Bank colapsó durante la Gran Depresión. Cuando Home National se declaró en quiebra en 1932, solo el 35% del edificio todavía estaba ocupado. El First National Bank of Chicago asumió el control del edificio en agosto de 1932. El nuevo propietario del edificio, que cambió el nombre de la estructura a Elgin Tower Building, pudo aumentar la ocupación al 60% gracias en parte a la prohibición de nuevas construcciones en Elgin. 
Los años de la Depresión fueron escasos, pero se abrió un Walgreens en la planta baja. El final de la Segunda Guerra Mundial en 1945 trajo una gran demanda de suministros manufacturados, lo que volvió a convertir a Elgin en un importante centro industrial. También en 1945, el inversor Otto Pelikan compró el edificio. Se llenó casi al máximo de su capacidad desde finales de la década de 1940 hasta la de 1950.
El Elgin Tower Building volvió a declinar en uso en la década de 1960 a medida que se atenuaba la demanda de productos manufacturados de Elgin. Walgreens abandonó en 1957, aunque en su lugar abrió un exitoso restaurante. Elgin National Watch Company cerró en 1965, lo que marcó el final de la relevancia de Elgin como una importante ciudad industrial. Además, se abrió una nueva circunvalación de Elgin para la Ruta 20 de los Estados Unidos. La apertura en 1971 de Woodfield Mall en la cercana Schaumburg disminuyó drásticamente la demanda de compras en la ciudad. En 1980, la ocupación en Elgin National Tower era tan baja como el 40%. 
Tras la muerte de Pelikan en 1967, la torre cambió de propietario varias veces. La fachada de la torre fue restaurada por la familia Williams en 1975 en un esfuerzo por rehabilitar el centro de la ciudad. Tres años después, William Stickling compró la torre y continuó realizando mejoras. 
La más sustancial de estas restauraciones se produjo en 1996 a un costo de millones de dólares. En 1999 se instaló iluminación especial en el exterior del edificio para mostrar su mérito arquitectónico. Stickling murió más tarde ese año, pero sus benefactores transfirieron el edificio a la Fundación Caritativa William R. Stickling, que actualmente mantiene el edificio. En 1999 se construyó una adición para albergar, sin pagar renta, a la Asociación de Vecinos del Centro, que tiene la intención de revitalizar el área del centro. La torre se agregó al Registro Nacional de Lugares Históricos el 22 de mayo de 2002.

## Arquitectura

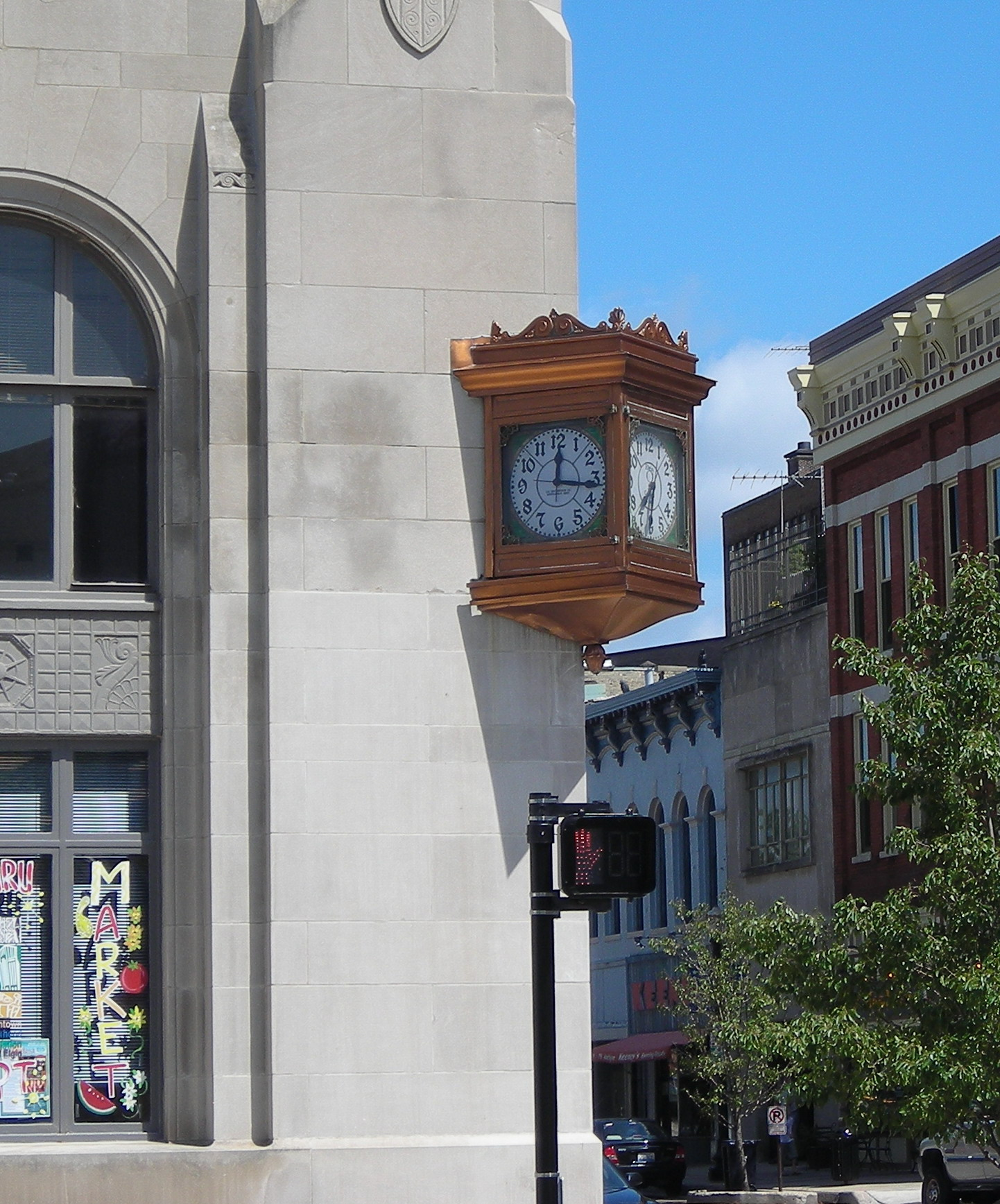
El reloj en el lado del este del edificio.

El Elgin Tower está ubicado en 100 E. Chicago St. en Elgin, entre las avenidas Douglas y N. Grove. Esta área se ha conocido históricamente como Fountain Square, generalmente aceptada como el centro de la ciudad de Elgin. El puente cercano en Chicago Street era el único puente que cruzaba el río Fox en el momento de su construcción. La estructura de quince pisos, diseñada por W. G. Knoebel, es uno de los dos únicos edificios art déco de la ciudad. La base de dos pisos se extiende 9,4 m más allá de los trece pisos superiores en el lado oeste y 7,6 m en el lado oeste. Desde entonces, los pequeños edificios comerciales se han unido a esta base. 
La entrada del edificio, dos juegos de tres puertas de vidrio, mira hacia el suroeste y está flanqueada por columnas corintias. Una estatua de águila adorna la parte superior de cada columna. Los elementos clásicos están tallados en la base de piedra caliza, en consonancia con el estilo art déco. Siete águilas en bajorrelieve están talladas en la parte superior del segundo piso, debajo de un parapeto en zigzag. Las ventanas son arqueadas y cuentan con remates en alto relieve. Un reloj de tres caras se encuentra en la esquina este; el Home National Bank anunció anteriormente el edificio como "El Banco con el Reloj". El reloj está en una caja de cobre con adornos de cobre y bronce.